# Varieté
Varieté eller Varietéteater (fra det franske théâtre de variétés) er en scene med et afvekslende og underholdende program med kunstneriske, dansende, akrobatiske og musikalske optrædende. Et varietéprogram er sammensat som en mosaik, som de hver for sig udgør en kunstnerisk sluttet enhed med begyndelse og afslutning. På fransk og engelsk hedder de music hall, mens de Amerika hedder vaudeville. Varieteen er i familie med teater og cirkus, uden dog at være identisk med dem.
Varieteen kom til Danmark i 1880'erne og fortrængte de populære sangerindepavilloner. Revyen var på den tid meget populær, og med tiden er de to genrer mere eller mindre fusioneret i Danmark. En kendt varieté i begyndelsen af 1900-tallets København var National Scala, der ikke stod tilbage for andre storbyers varietéudbud.